# Misaki (Kanagawa)
Pour les articles homonymes, voir Misaki.

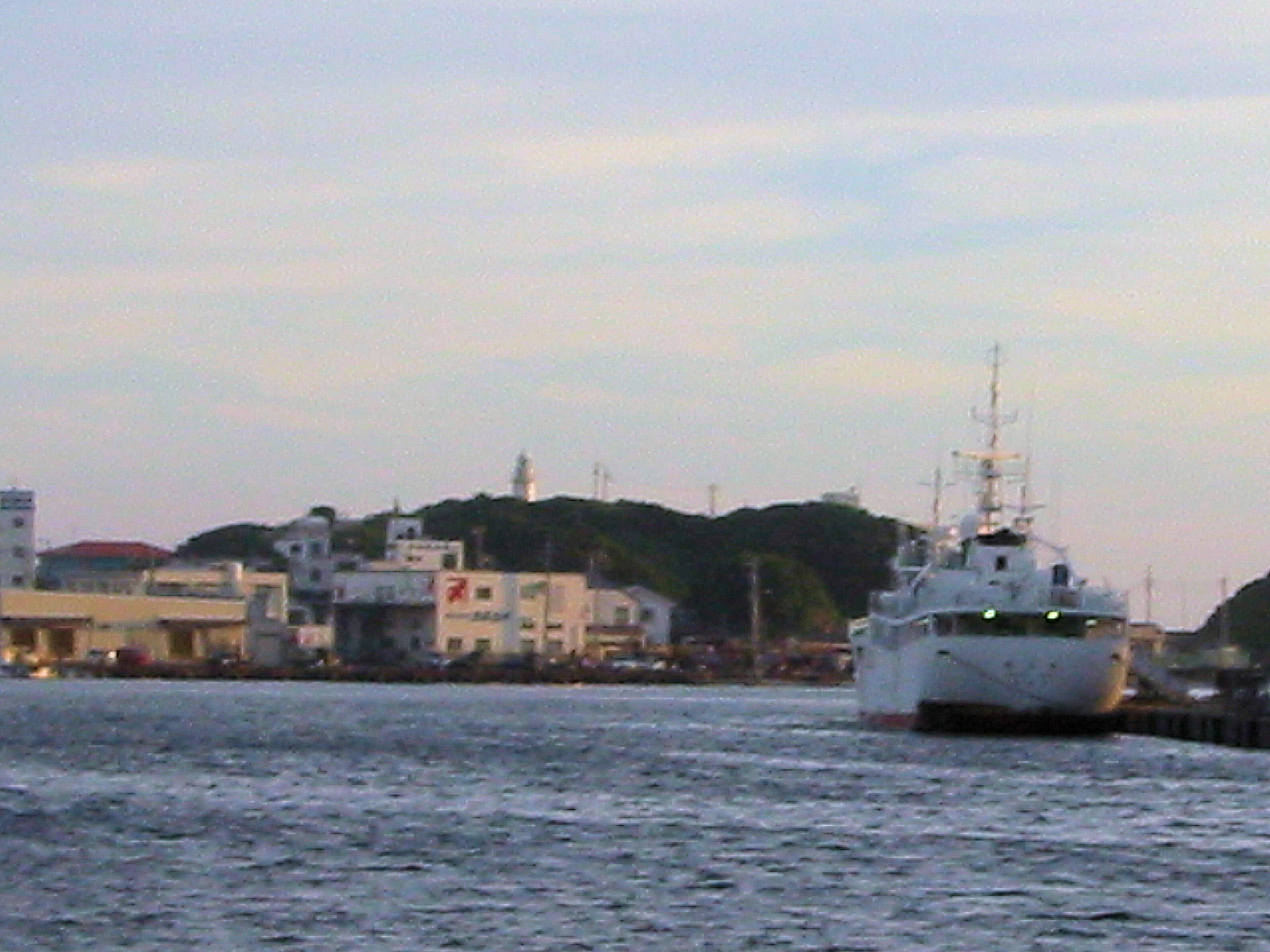
Le port de Misaki au coucher du soleil avec vue sur l'île de Jogashima.

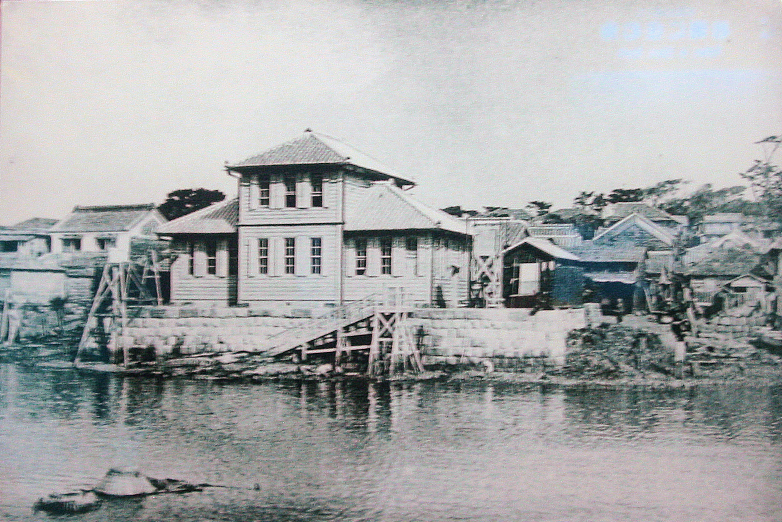
Vue de Misaki en 1886 : le.

Le port de Misaki (三崎港, Misakikō) est un port spécialisé dans la pêche au thon, numéro 2 au Japon. Il est situé dans la ville de Miura, dans la Préfecture de Kanagawa, au Japon.

## Histoire
Misaki fut largement touchée par le Tremblement de terre de Kantō de 1923 dont l'épicentre se trouvait dans la Baie de Sagami à quelques kilomètres au large de la ville. Toute la région autour de la ville fut soulevée par un mouvement tectonique d'une dizaine de mètres avant de retrouver son niveau initial après quelques jours. Il n'y eut cependant aucun tsunami d'enregistré.
La ville est aussi connue pour avoir été le point d'arrivée de plusieurs courses de voile transpacifiques telle que le Transpac San Francisco-Tokyo remporté par Éric Tabarly, qui arriva à Misaki avec 11 jours d'avance sur le second, alors que personne ne l'attendait si tôt. Éric Tabarly se reposa quelques jours dans les environs à Aburatsubo (en). Misaki fut aussi le 6 juin 2005 le port d'arrivée du tour du monde en solitaire de Minoru Saitō (en).

## Géographie
Le port de Misaki est situé à l'extrémité sud de la Péninsule de Miura, dans la Préfecture de Kanagawa. Il appartient à la commune de Miura.
Au Sud du port se trouve l'île de Jogashima reliée à la ville par un pont.

## Économie
Misaki est un important port de pêche, spécialisé principalement dans la pêche au thon, pour lequel il est classé numéro 2 au Japon. Dix-huitième plus important port du Japon, avec un tonnage de 49,084 t. Le port a également un quai pour les bateaux de plaisance.
À côté du port se trouve depuis 2018 le marché aux poissons de Misaki, premier marché japonais de thon congelé en gros, rivalisant avec le marché aux poissons de Toyosu, à Tokyo.
Misaki héberge une des écoles de pêche du Japon. L'enseignement se répartit sur quatre domaines : les communications radio, la mécanique, les procédés agroalimentaires et la pêche en océan. L'école détient deux bateaux de pêche. Le premier, Shonan Maru, lancé en 2005, est destiné à la pêche au thon. Il fait régulièrement escale dans le port de Honolulu.